# 狼人 (哈利波特)

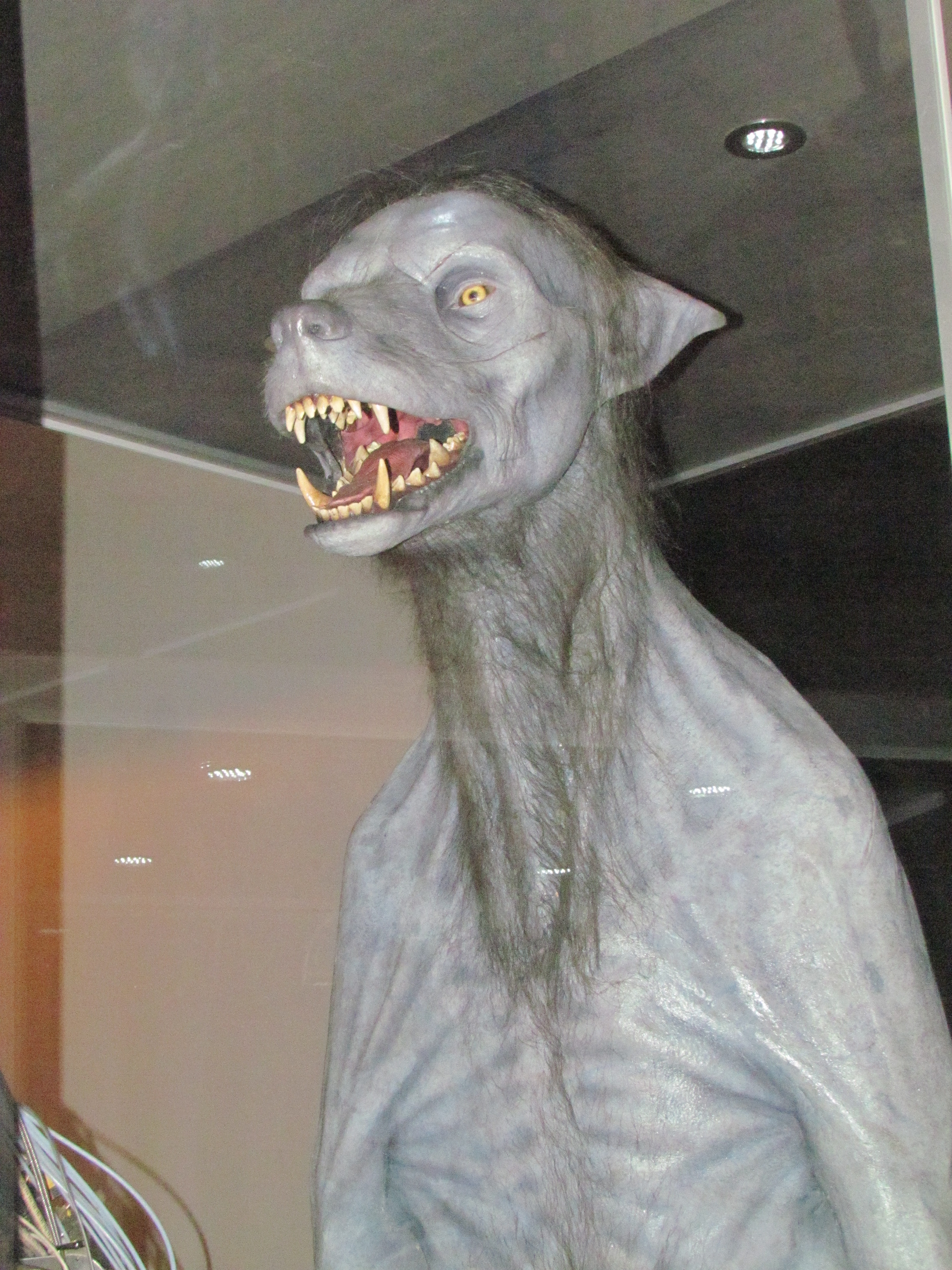
雷木思·路平教授變身為狼人時的樣子。

在英國作家J·K·羅琳創作的系列奇幻小說《哈利波特》裡，狼人（英語：Werewolves）是一個虛構的物種，在滿月之時才會變身，此外的時間都跟正常人一樣。他們成為狼的時候其外觀和普通狼依舊有差別。
在小說裡主要的狼人角色有雷木思·路平和焚銳·灰背 。
這個物種構思自古代歐洲民間傳說中的生物狼人。

## 概況
根據小說作者羅琳於pottermore網站上的描述，當一個狼人以狼的形式咬人時，被咬對象也會隨之感染成為狼人。然而當狼人尚未完全變身為狼時，被咬者不會遭到完全感染，如比爾·衛斯理在被未完全變身的焚銳·灰背咬傷後，只留下了喜歡吃生肉的習慣。
透過飲用縛狼汁可使狼人於月圓時期能保持理性，防止其傷害他人。
狼人在魔法世界中備受歧視與排擠，很難找到工作，魔法部官員桃樂絲·恩不里居更起草了一份反狼人的法案，近乎讓所有的狼人都失業。
在裡，湯姆·瑞斗聲稱魯霸·海格年輕時曾在床下飼養狼人幼崽；不過羅琳在受訪時表示這是對海格的誹謗。

## 已知人物

### 雷木思·路平
雷木思·路平（英語：Remus Lupin），5歲時因遭焚銳·灰背咬傷，自此成為狼人；後在鄧不利多幫助下，得以進入霍格華茲就讀。於時成為哈利·波特的黑魔法防禦術老師，尖叫屋事件後，因狼人身分曝光而被迫辭職，加入了鳳凰會。的霍格華茲大戰中，路平被食死人安東寧·杜魯哈所殺。

### 焚銳·灰背
焚銳·灰背（英語：Fenrir Greyback）是《哈利波特》裡的狼人首領，他領導狼人和黑魔王佛地魔結盟；自己雖無黑魔標記但仍穿著食死人的袍子。佛地魔常利用他來恐嚇人。他身材高大，有著灰色頭髮和絡腮鬍子。
灰背特別喜歡感染他人使對方也變成狼人，他還為此將自己的指甲削尖；並渴望著透過感染更多人以製造出狼人軍隊來和巫師抗衡。
一次，灰背因造成兩名麻瓜兒童死亡而被抓去魔法部的狼人管制處審問，由於他是一個未登記的狼人，使他可以成功地偽裝為一個不知所措的麻瓜流浪漢。萊歐·路平識破了灰背的偽裝，要求將他繼續拘禁到滿月期間，但審訊委員會並未採信。這令焚銳·灰背懷恨在心，他便伺機咬傷並感染了萊歐的兒子雷木思·路平，讓對方從此成為一個狼人。
裡，焚銳·灰背隨著貝拉·雷斯壯等數名食死人侵入霍格華茲，共同參與謀殺校長鄧不利多的行動，過程中他也咬傷了鳳凰會成員比爾·衛斯理；但由於當時灰背並未完全變成狼，因此比爾並不會因此變成狼人，不過卻變得愛吃生肉。他還有意親自攻擊哈利·波特，不過卻遭到石化。
裡，當魔法部被食死人操控後，焚銳·灰背加入了魔法部的搜捕隊，專門抓拿郊區的混血巫師和逃亡學生。霍格華茲大戰中，灰背在試圖襲擊文妲·布朗時被妙麗·格蘭傑擊退，隨後又被崔老妮教授扔出的水晶球所擊中；在後續的戰鬥中，灰背被榮恩和奈威兩人合力擊倒。
電影
在哈利波特電影中，由戴夫·雷吉諾飾演焚銳·灰背此一角色。

### 其他
在裡，聖蒙果魔法疾病與傷害醫院裡與亞瑟·衛斯理同一病房就有一名被狼人咬傷的巫師:543。

## 隱喻
羅琳於2016年表示，雷木思·路平的狼人身分其實是在隱喻那些帶有汙名的疾病，例如愛滋病毒和愛滋病；她也說魔法世界和麻瓜一樣容易發生歇斯底里和偏見。